# Võhma (stacja kolejowa)
Võhma – stacja kolejowa w miejscowości Võhma, w prowincji Viljandimaa, w Estonii. Położona jest na linii Tallinn – Viljandi.

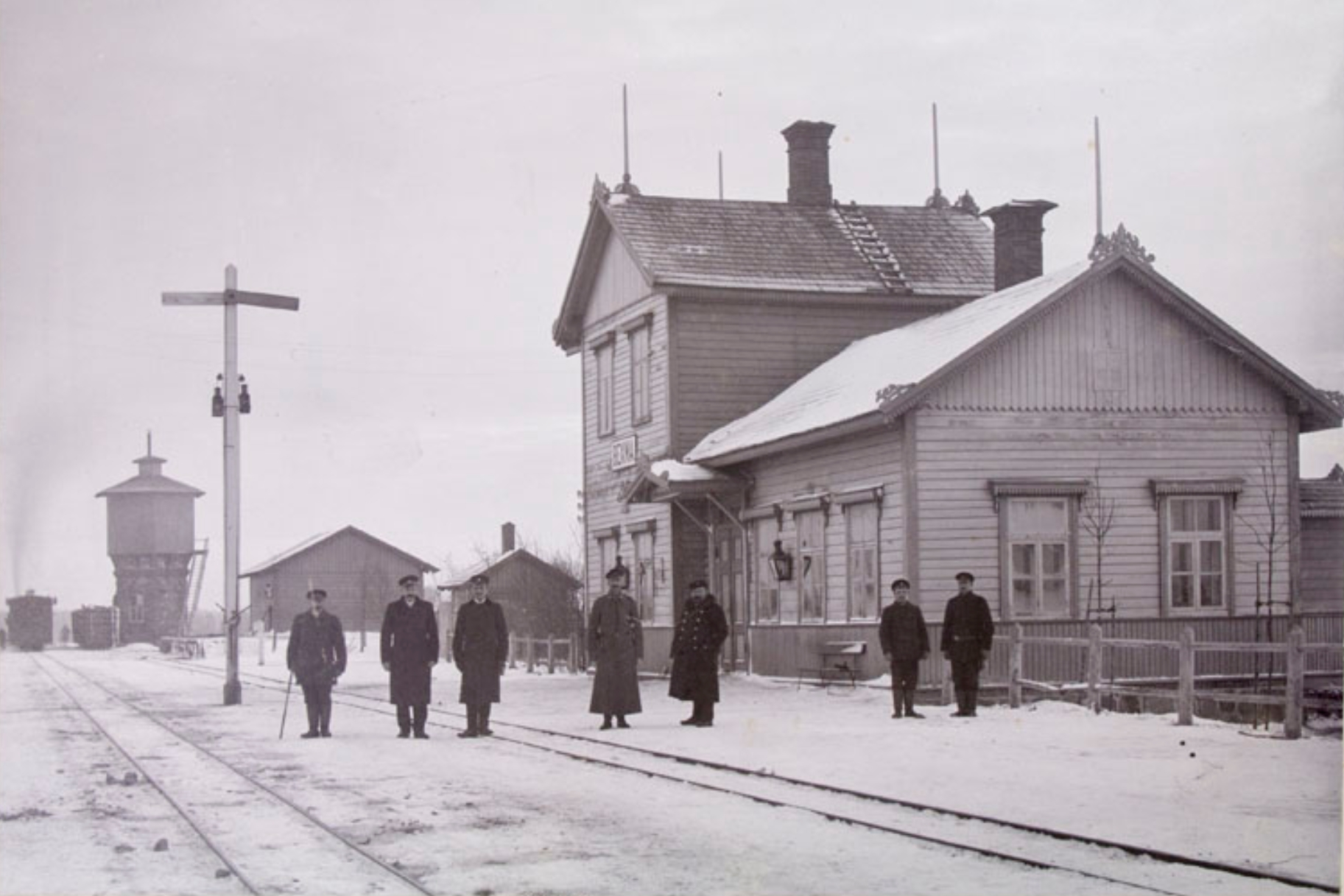
stacja w czasach carskich